# لمانت بنتلی
لمانت بنتلی (انگلیسی: Lamont Bentley؛ ۲۵ اکتبر ۱۹۷۳ – ۱۹ ژانویهٔ ۲۰۰۵) یک هنرپیشه اهل ایالات متحده آمریکا بود.